# Neißeaue
Neißeaue település Németországban, azon belül Szászország tartományban. Lakosainak száma 1676 fő (2023. december 31.). Neißeaue Görlitz és Schöpstal községekkel határos.

## Népesség
A település népességének változása:
| Lakosok száma | 1699 | 1705 | 1688 | 1682 | 1676 |
|               | 2017 | 2019 | 2021 | 2022 | 2023 |